# 纳吉·拉斯洛 (足球运动员)
纳吉·拉斯洛（匈牙利語：Nagy László，1949年10月21日—），匈牙利男子足球运动员，司职前锋。他曾代表匈牙利国家队参加1968年夏季奥林匹克运动会足球比赛，获得一枚金牌。